# Бадретдинова, Раушания Мусавировна
Раушания Мусавировна Бадретдинова (род. 28 сентября 1974 года, дер. Яшерганово, Стерлибашевский район, БАССР, СССР) — российская художница. С 2002 г. Член Союза дизайнеров России и РБ (с 2002), член международной ассоциации изобразительных искусств — АИАП ЮНЕСКО (с 2012), член Союза художников России и РБ (с 2012).
Живописные работы Раушании находятся в картинных галереях и частных собраниях России, Украины, Намибии, Канады, США, Австрии, Германии, Нидерландов, Турции.

## Биография
Раушания Бадретдинова родилась «в башкирском селе Яшерганово», в спрятавшейся в полях и перелесках деревенской глубинке, и всё тепло родной башкирской земли, краски детства стремится перенести на свои холсты в рабочей семье: папа — сварщик, мама — бухгалтер. Её нарекли именем Раушания, что с персидского означает «Светлая».
Позднее семья переехала из Стерлибашевского района в Ишимбайский микрорайон Перегонный. Здесь Раушания пошла в среднюю школу № 5 и в детскую художественную школу по специальности изобразительное искусство. Искусству рисовать её обучала Любовь Леонидовна Грачёва, ставшая для Раушании второй мамой. Позднее свою первую выставку Раушания посвятила своему учителю. После окончания художественной школы (художки) (1988) она в родной пятой школе преподавала рисование. Окончив в 1989-м среднюю школу, поступила в Уфимский педагогический колледж № 2 по специальности преподаватель черчения и рисования, завершив обучение в 1993 г. После колледжа — Уфимский государственный институт искусств (ныне Академия искусств). Обучаясь, работала в издательстве «Старая Уфа». Раушания бралась за любую работу: разрабатывала наклейки для пива, делала всевозможные баннеры, пригласительные билеты, оформляла брошюры, верстала журналы. Работала она быстро, за один присест: точная рука и верный глаз нарабатываются практикой, навыками, доведенными до автоматизма. Даже рисунок карандашом никогда не делала — сразу акварель или гуашь на бумагу.
Высшее образование получила в 2000 году.
Во время обучения в колледже и институте постоянно участвовала в молодёжных, городских, региональных и международных выставках. Кроме того, сделала более десяти персональных выставок, получив положительную прессу.
Замужем с 1994 года. Воспитывает двух сыновей и дочь, а также приемного сына.
С 2003 г. преподает рисование в муниципальном образовательном учреждении — Центре Детского Творчества «Созвездие».
«Человек года» (2014) по версии газеты «Республика Башкортостан» — «За активную благотворительную помощь больным детям». Завоевала золотую медаль в международном конкурсе New York Realism, так же золото на биеннале художников ARS INKOGNITA в Турине (Италия).
17 марта 2015 года в Москве открылась персональная выставка башкирской художницы под названием «Город у Белой реки». Выставка проходила в рамках празднования «Навруза» в Москве и стала частью культурной презентации Республики Башкортостан и её столицы города Уфы в свете подготовки саммитов глав государств ШОС и БРИКС. С поздравлениями автору с открытием первой персональной выставки в Москве выступили на вечере заместитель председателя Комитета Государственной Думы по культуре Зугура Рахматуллина, советник Председателя Государственной Думы по образованию Александр Дегтярев, представитель Департамента межрегионального сотрудничества, национальной политики и связям с религиозными организациями Правительства Москвы Ваграм Карапетян, представитель Центрального духовного управления мусульман России в Москве Шамиль Кадыргулов, заместитель председателя Всероссийского общества инвалидов Флюр Нурлыгаянов, вице-президент Союза дизайнеров России Юрий Менчиц.. С видеообращением к художнице и её гостям обратилась певица Алсу Сафина, подарившая собравшимся свою песню.
По поручению Верховного муфтия Талгат-хазрета Таджуддина на вечере с приветственным словом выступил представитель Центрального духовного управления мусульман России в Москве Ш. М. Кадыргулов.
Средства вырученные от продажи картин были переданы в два благотворительных фонда, одним из которых является благотворительный образовательный фонд «Мархамат».
В июне 2015 года в Уфе завершилась масштабная арт-экспозиция в Уфимской художественной галерее в рамках культурной программы саммитов ШОС и БРИКС. Раушания Бадретдинова в интервью БСТ отметила: «Здесь очень жесткий отбор был. Каждый художник мог предоставить только одну работу. Все сомневались, поэтому принесли несколько, чтобы комиссия сама выбрала. Здесь лучшие работы для наших гостей».